# エリザベス・ギルバート
エリザベス・ギルバート（英: Elizabeth Gilbert、1969年7月18日 - ）は、アメリカ合衆国コネチカット州生まれの著作家、随筆家、短編作家、伝記作者、小説家、回想録作家である。2006年に著した回想録『食べて、祈って、恋をして 女が直面するあらゆること探究の書』（Eat, Pray, Love: One Woman's Search for Everything Across Italy, India and Indonesia）は2010年12月時点で199週間連続で「ニューヨーク・タイムズ・ベストセラー・リスト」に載り、同年、『食べて、祈って、恋をして』（Eat Pray Love）のタイトルで映画化された。

## 初期の経歴
ギルバートはコネチカット州ウォーターバリーで生まれた。父は化学技術者、母は看護師だった。二人姉妹であり、妹のキャサリン・ギルバート・マードックも小説家である。ギルバートは リッチフィールドのクリスマスツリーを生産する農園で、小さな家族の中で育った。隣人もいない田舎であり、テレビもレコード・プレイアーも無かった。家族の皆は大いに読書し、ギルバート姉妹は本や戯曲を書くことで楽しんだ。
1991年、ニューヨーク大学で政治学の学士号を取得し、その後はコック、ウェイトレス、雑誌社の従業員として働いた。観光牧場でコックとして働いた経験を短編小説に書き、また著作『The Last American Man』（ヴァイキング・プレス、2002年）に簡潔に書いた。

## 経歴

### ジャーナリズム
1993年雑誌「エスクァイア」にギルバートの短編『巡礼者たち』が「アメリカ人作家のデビュー」という見出しで掲載された。「エスクァイア」にまだ著作を出版していない短編作家としてデビューを果たしたのは、ノーマン・メイラー以来のことだった。このことでジャーナリストとして全国的な様々な雑誌に作品が載るようになった。例えば「スピン」、「GQ」、「ニューヨーク・タイムズ・マガジン」、「アルア」、「リアル・シンプル」、「トラベル + レジャー」などの雑誌だった。回想記の『食べて、祈って、恋をして 女が直面するあらゆること探究の書』に書いているように、高い原稿料のフリーランス作家としてその経歴を積んだ。
1997年の雑誌「GQ」に乗せた記事『The Muse of the Coyote Ugly Saloon』は、ニューヨーク市のイースト・ヴィレッジにあるテーブルダンスを行う草分けである店、コヨーテ・アグリー・サルーンでバーテンダーとして働いた時の経験を書いたものであり、これが2000年の映画『コヨーテ・アグリー』のネタになった。1998年、ギルバートは「GQ」に乗せた記事を書き換えて、現代の博物学者の伝記『The Last American Man』として仕上げた。この作品は全米図書賞ノンフィクション部門の候補作品になった。2000年に「GQ」に掲載したハンク・ウィリアムズ3世のプローファイルである『The Ghost』は、2001年アメリカの雑誌優良記事に選ばれた。

### 著作
ギルバートの最初の単行本『巡礼者たち』（ヒュートン・ミフリン、1997年）は短編集であり、プッシュカート賞を受賞し、PEN/ヘミングウェイ賞では最終選考にまで残った。その次の『Stern Men』（ヒュートン・ミフリン、2000年）は、ニューヨーク・タイムズから「注目すべき本」に選ばれた。2002年、現代の森の住人で博物学者であるユースタス・コンウェイの伝記、『The Last American Man』は全米図書賞の候補作品になった。
2006年、『食べて、祈って、恋をして 女が直面するあらゆること探究の書』（ヴァイキング・プレス、2006年）は、ギルバートが海外を旅して過ごした「精神と個人の探求」の時期を編年体で綴ったものだった。出版社に本の概念を提案して20万ドルを前金として受け取ることで旅行費用を捻出した。このベストセラーとなった作品は、作家たちから「私小説」と批判され、また「計算された事業判断」だとも言われている。この回想録は2006年春にニューヨーク・タイムズ・ベストセラー・リストのノンフィクション部門に入り、2008年10月には88週連続となり、しかも第2位にあった。ギルバートは2007年に全国ネットのテレビ番組「オプラ・ウィンフリー・ショー」に出演し、また同番組に再出演して著作と哲学、さらに映画について話した。雑誌「タイム」からは世界の影響力ある人を選ぶ「タイム100」に選ばれた。2010年8月13日には、ジュリア・ロバーツがギルバートの役を演じた映画『食べて、祈って、恋をして』が封切られた。
ギルバートの5番目の著書『Committed: A Skeptic Makes Peace with Marriage』は2010年1月にヴァイキング・プレスから出版された。この本は『食べて、祈って、恋をして』の続編の趣があり、ギルバートがベストセラー作家となってからの人生を取り上げている。『Committed』では、ギルバートがインドネシアで出逢ったフェリペというブラジル人男性との結婚を決断したことも明かされている。この本は、特に女性で結婚を躊躇う人々を含め、歴史的および現代的概念から結婚という制度を検証するものである。また同性婚に関する考えも披瀝され、これを1970年代以前の人種間結婚と比較している。
2012年、『At Home on the Range』を再出版した。これはギルバートの曾祖母で料理コラムニストのマーガレット・ヤードリー・ポッターが1947年に書いた料理本だった。2013年、ギルバートは第2の小説『The Signature of All Things』を出版した。

### 影響を受けた作品
ギルバートはあるインタビューで『オズの魔法使い』についてノスタルジーを持って触れ、「私は子供の時に読書を愛することを学んだから現在作家になっており、特に"オズ"のシリーズを読んだからだ...」と付け加えた。特にチャールズ・ディケンズの影響を受けたと語っている。また、マルクス・アウレリウス・アントニヌスによる『自省録』を哲学上の好きな本に挙げている。

## 私生活
2015年にニューヨーク・タイムズに寄稿された「誘惑中毒者の告白」という記事の中で、ギルバートは「恋愛の合間に1日も休むことなく、次から次へと親密な関係を駆け巡った。数十回に及ぶ関係だ」と語っている。そして「誘惑は私にとって決して気軽なスポーツではなかった。それはアドレナリンが出て緊迫感がある強盗のようなものだった。私は何ヶ月も強盗を計画し、ターゲットを偵察し、無防備な入り口を探す。そして彼の最も奥深い金庫に侵入し、彼の感情的な通貨をすべて盗み、それを自分のために使う」とも記している。
ギルバートは1995年から2002年までマイケル・クーパーと結婚していた。
2007年、ギルバートはホセ・ヌネスと結婚した。ヌネスとは、ギルバートが『食べて、祈って、恋をして』で描写している旅の途中でバリ島で出会った人物である。2人はニュージャージー州フレンチタウンに住み、2015年に売却するまで、2人で「Two Buttons」というアジアの輸入雑貨店を経営していた。
2016年7月1日、ギルバートはFacebookページでヌネスと別れることを発表し、別れは「非常に友好的」で理由は「非常に個人的なもの」だと述べた。2016年9月7日、ギルバートは別のFacebook投稿を公開し、親友の女性作家ラヤ・エリアスと交際しており、この関係は結婚生活の破綻に関係していると述べた。この関係は、エリアスが末期癌と診断された後、ギルバートがエリアスへの気持ちに気づいたことから始まった。2017年6月6日、2人は親しい家族や友人とともに婚約式を挙行したが、この儀式には法的拘束力はなかった。エリアスは2018年1月4日に亡くなった。
2019年3月25日、ギルバートはInstagramに、エリアスの親友でもあったイギリス生まれの写真家サイモン・マッカーサーと交際中であることを投稿した。その後2020年2月のインタビューでギルバートは2人はもう一緒にいないと語り、その関係を「短命」と表現した。

## 作品

### 短編集
- 巡礼者たち（英語版）（Pilgrims、1997年） - プッシュカート賞受賞、PEN/ヘミングウェイ賞では最終選考にまで残った

### 小説
- Stern Men（2000年）
- The Signature of All Things（2013年）
- 女たちのニューヨーク（City of Girls、2019年）

### 伝記
- The Last American Man（2002年） - 全米図書賞と全米図書批評家賞の最終選考まで残った

### 回想記
- 食べて、祈って、恋をして 女が直面するあらゆること探究の書（英語版）（Eat, Pray, Love: One Woman's Search for Everything Across Italy, India and Indonesia、2006年）[27]
- Committed: A Skeptic Makes Peace with Marriage（2010年）
- BIG MAGIC 「夢中になる」ことからはじめよう。（Big Magic: Creative Living Beyond Fear、2015年）

### 投稿記事
- The KGB Bar Reader: Buckle Bunnies（1998年）
- Why I Write: Thoughts on the Craft of Fiction (contributor)（1999年）
- The Best American Magazine Writing 2001: The Ghost（2001年）
- The Best American Magazine Writing 2003: Lucky Jim（2003年）
- At Home on the Range（2012年、ISBN 1408832291）[28]

### 講演
- All About Women at the Sydney Opera House（2015年） - オーストラリア、シドニー・オペラハウス[29]